# Liste der Stolpersteine in Felsberg
In der Liste der Stolpersteine in Felsberg werden die vorhandenen Gedenksteine aufgeführt, die im Rahmen des Projektes Stolpersteine des Künstlers Gunter Demnig bisher in Felsberg verlegt worden sind.

## Verlegte Stolpersteine
| Adresse                      | Name                        | Inschrift | Verlegedatum  | Bild | Anmerkung |
| ---------------------------- | --------------------------- | --- | ------------- | --- | --- |
| Eppenbergstraße 7 (Standort) | Julius Weinstein            | Hier wohnte Julius Weinstein Jg. 1891 Schutzhaft '1938' Buchenwald Tod an den Haftfolgen 20.7.1939                | 08.10.2021    | | Geb. am 24.07.1891 in Gensungen, #20.07.1939 in Gensungen. Julius war der Sohn von Moses Weinstein *1851 #1908 (bestattet auf dem jüdischen Friedhof in Felsberg, Grab Nr. 106) und dessen Ehefrau Therese, *13.01.1860 #12.10.1938 (ebenfalls bestattet auf dem jüdischen Friedhof Felsberg, Grab Nr. 166). Therese war die Tochter der Gensunger Familie Mendel und Rahel Hammerschlag, ei-ner großen und weit verzweigten Familie. Julius Weinstein hatte vier Schwestern und einen Bruder: Bertha *1883 #1942, Emma *#1885, Klara *1889, Markus Max *1894, gefallen 1916 und Paula *1896 #1942. Julius heiratete am 22.07.1920 in Frielendorf Frieda Gutkind *16.03. 1892 in Frielendorf #1989 in Brüssel. Sie war die Tochter des Handelsmanns Jakob Gutkind *1854 und dessen Ehefrau Rachel, geb. Ganss *1862. Das Ehepaar Julius und Frieda Weinstein hatte zwei Kinder: Alfred *1925 #2010 und Max *1922 #2016. Julius wurde nach den Ereignissen des Novemberpogroms 1938, wie insgesamt 30.000 andere jüdische Männer in ganz Deutschland, verhaftet und am 12. November als sogenannter „Aktionsjude“ im KZ Buchenwald interniert. Anfang Dezember wurde er aus der Haft entlassen. Julius Weinstein starb am 20.07.1939 in Gensungen, vermutlich an den Folgen der Haft. |
| Eppenbergstraße 7 (Standort) | Frieda Weinstein            | Hier wohnte Frieda Weinstein geb. Gutkind Jg. 1892 Flucht 1936 Belgien 1940 Frankreich versteckt überlebt         | 08.10.2021    | | Geb. am 16.03.1892 in Frielendorf, #1989 in Brüssel. Sie war die Tochter des Frielendorfer Textilhändlers Jakob Gutkind *1854 in Frielendorf #1939 in Brüssel und dessen Ehefrau Rahel, geb. Ganss *1862 in Jesberg #1942 in Antwerpen. Sie hatte fünf Geschwister: Max *1895 #1916, gefallen im 1. Weltkrieg, Albert *1885, Jeanette, verh. Löwenstein *1886 #1944, ermordet in Theresienstadt, Johanna verh. Nussbaum, *1888 #1939 in England und Sophie, verh. Wolffs *1890 #1942, ermordet in Chelmno. Frieda heiratete Julius Weinstein *1891 #1939 am 22.07.1920 in Frielendorf. Das Ehepaar hatte zwei gemeinsame Söhne, Max *1922 #2016 und Alfred *1925 #2010. Frieda Weinstein flüchtete, um den Verfolgungsmaßnahmen und dem Klima des Judenhasses in Gensungen zu entgehen, gemeinsam mit den beiden Söhnen Max und Alfred am 20.10.1936 nach Brüssel-Schaerbeek. Nach dem Überfall der Deutschen Wehrmacht auf Belgien flüchtete Frieda gemeinsam mit ihren Söhnen nach Frankreich, wo sie mit Unterstützung durch Franzosen überleben konnte. In den 1950er Jahren emigrierte sie mit ihrem Sohn Mach nach Australien, kehrte aber 1958 wieder nach Brüssel zurück. Sie starb 97-jährig in einem Altenheim nahe Brüssel |
| Eppenbergstraße 7 (Standort) | Max Weinstein               | Hier wohnte Max Weinstein Jg. 1922 Flucht 1936 Belgien 1940 Frankreich versteckt überlebt                         | 08.10.2021    | | *23.01.1922 in Gensungen, Sohn von Julius Weinstein *1891 #1939 und dessen Ehefrau Frieda, geb. Gutkind *1892 #1989. Max Weinstein hatte einen Bruder: Alfred *31.12.1925. Max besuchte zunächst die jüdische Schule in Felsberg. Als diese 1931 geschlossen wurde, ging er zur städtischen Schule. Am 20.10.1936 emigrierte er gemeinsam mit seiner Mutter und seinem Bruder nach Brüssel-Schaerbek, wo bereits sein Großvater Jakob Gutkind sowie sein Onkel Albert mit seiner Familie lebten. Nach dem Angriff der deutschen Armee am 10. Mai 1940 auf Brüssel erging ein Aufruf, dass sich alle in Belgien lebenden männlichen Deutschen, die älter als 15 Jahre sind, im Rathaus melden müssen. Per LKW wurde Max mit den anderen Männern in die Brüsseler Etterbeek-Kaserne gebracht und von dort am nächsten in die belgische Stadt Tournai. Die nächsten Stationen waren Poiters und das Lager Saint-Cyprien am Rande der Pyrenäen. Die Bedingungen im Lager waren katastrophal. Max erkrankte so schwer an Typhus, dass er eine Zeit lang unfähig war zu laufen. Als Max gemeinsam mit anderen Männern im März 1941 in das Camp de Gurs verlegt werden sollte, wurden sie von einer Widerstandsgruppe befreit. 1942 bis 1944 war er als Landarbeiter auf verschiedenen Höfen tätig. Max erhielt falsche Papiere, die ihm ein Überleben und eine Rückkehr nach Brüssel ermöglichten. Max und seine Mutter emigrierten 1949 nach Australien, kehrten aber 1958 wieder zurück. Im August 1961 heiratete Max Weinstein Jeanne Cahen *09.03.1928 #25.08.2016. Sie haben einen Sohn, Laurent Weinstein *06.08.1964. |
| Eppenbergstraße 7 (Standort) | Alfred Weinstein            | Hier wohnte Alfred Weinstein Jg. 1925 Flucht 1936 Belgien Frankreich 1940 Schweiz                                 | 08.10.2021    | | Geb.am 31.12.1925 in Gensungen als Sohn des Viehhändlers Julius Weinstein *1891 #1939 und dessen Ehefrau Frieda *1892 #1989. Er hatte einen Bruder: Max *23.01.1922. Alfred emigrierte am 20.10.1936 gemeinsam mit seiner Mutter und seinem Bruder Max nach Brüssel-Schaerbeek, wo bereits sein Großvater mütterlicherseits, Jakob Gutkind und sein Onkel Albert Gutkind mit seiner Familie lebten. Sie wurden bei ihrem Onkel Albert aufgenommen. Nach dem Einmarsch der deutschen Truppen in Belgien im Mai 1940 floh Alfred mit seiner Mutter nach Frankreich. In Rouen wurden sie festgenommen und das Internierungslager Camp de Gurs gebracht. Nach fünf Wochen wurden sie wieder freigelassen und fanden Unterschlupf in der Nähe von Beaulieu-sur-Dordogne. Durch eine Widerstandsorganisation erhielt Alfred einen französischen Ausweis und konnte in die Schweiz flüchten. Dort kam er in das Lager Davesco im Tessin. Nach Kriegsende gelangte er zurück nach Brüssel. Alfred Weinstein kehrte mehrmals in seine Heimat nach Gensungen zurück. Sein großer Wunsch war es, einen Stolperstein zur Erinnerung an seinen Vater verlegen zu lassen. Seiner Tochter Michelle Weinstein-Feiner gelang es, dass dies umgesetzt wurde. |
| Obergasse 29 (Standort)      | Isaak Kruck                 | Hier wohnte Isaak Kruck Jg. 1866 interniert 1940 nach Wartekuppe tot 26.12.1940                                   | 15. Juni 2015 | | Isaak Kruk (richtige Schreibweise ohne ck) wurde geb. am 05.07.1866 in Kolomea, Galizien. Sohn von Baruch Moses Kruk, von Beruf Getreidehändler, und dessen Ehefrau Malka geb. Schaller. Isaak Kruk war in erster Ehe verheiratet mit Minna *16.07.1868 Niedenstein, Tochter des Schuhmachers Samuel Mansbach-Zinn und Betti geb. Rosenstein. Sie hatten gemeinsam fünf Kinder: Rosa *26.06.1897 #1897, Jacob *01.10.1898 #1925, Frieda *09.12.1899 #1985, Bertha *23.06.1901 #1942 und Mathilde *1904 #04.01.1905. Isaaks Ehefrau Minna verstarb mit 37 Jahren am 02.08.1905. In zweiter Ehe war Isaak Kruk seit dem 24.12.1906 verheiratet mit Malchen *22.04.1878 in Niedenstein, der zehn Jahre jüngeren Schwester seiner ersten Ehefrau. Mit ihr gemeinsam hatte er drei weitere Kinder: Minna *12.10.1907 #2003, Lina *1909 #1910, Siegmund *1912 #1968. Isaak Kruk arbeitete als Borstenzurichter. Er war Besitzer eines kleinen Kolonialwarengeschäftes, das sich in der Obergasse 29 (früher 103) befand. Die Familie lebte in bescheidenen Verhältnissen. Im Rahmen der sog. Arisierung verkaufte Isaak sein Haus laut einer Liste von 1938 für 3.500 RM an Karl Wehrhahn und musste mit seiner Ehefrau in die jüdische Schule ziehen. Nach den Ereignissen des Novemberpogroms flüchteten Isaak und Malchen Kruk nach Kassel, dort waren sie am 31.01.1939 im Graben 45 und am 18.04.1939 in der Zentgrafenstr. 5 gemeldet. Seit dem 15.08.1940 lebten die Kruks im Lager Wartekuppe in Kassel-Niederzwehren. Dort verstarb Isaak Kruk am 26.12.1940, die Todesursache ist unbekannt.                       |
| Obergasse 29 (Standort)      | Siegmund Kruck              | Hier wohnte Siegmund Kruck Jg. 1912 unfreiwillig verzogen 1935 Frankfurt a. M. Schicksal unbekannt                | 15. Juni 2015 | | Siegmund Kruk (richtige Schreibweise ohne ck), geb. an. 06.12.1912 in Felsberg, Sohn von Isaak Kruk *1866 Kolomea/Galizien und Malchen *1878 geb. Mansbach aus Niedenstein; Halbbruder von Rosa *1897 #1897, Jakob *1898 #1925, Bertha *1901 #1942 und Mathilde *1904 #1905, Bruder von Minna *1907 #2003 und Lina *1909 #1910. Er war verheiratet mit Flora, geb. Frenkel. Er arbeitete als Generalvertreter für die Eisenwerke Brunner AG, später für Firma Joseph Meys mit Sitz in Hennef als Vertreter. Weil ein Konkurrent gegen ihn falsche Anschuldigungen erhob, musste er im Februar 1937 fluchtartig Deutschland verlassen. Nach der Flucht arbeitete er in Palästina er zunächst als Angestellter in einer Fleischerei, später machte er sich als Metzger selbstständig, allerdings mit wenige Erfolg. Im Jahr 1950 verließ die Familie Israel und zog nach New York/USA. Siegmund verstarb am 10.07.1968 in Pistany/CSSR. |
| Obergasse 29 (Standort)      | Malchen Kruck               | Hier wohnte Malchen Kruck geb. Mansbach Jg. 1878 deportiert 1941 Riga ermordet                                    | 15. Juni 2015 | | Malchen Kruk (richtige Schreibweise ohne ck) geb. Mansbach-Zinn *22.04.1878 in Niedenstein, Tochter des Schuhmachers Samuel Mansbach-Zinn und seiner Ehefrau Betti geb. Rosenstein aus Niedenstein, Mittelgasse 50. Malchen war die Schwester von Minna *16.07.1868 und Dina *11.03.1876. Malchen heiratete am 24.12.1906 Isaak Kruk, *1866, den Ehemann ihrer verstorbenen Schwester Minna. Isaak und Malchen hatten drei gemeinsame Kinder: Minna *12.10.1907 #2003, Lina *1909 #1910 und Siegmund *1912 #1968. Nach dem Verkauf ihres Hauses in der Obergasse musste sie 1938 gemeinsam mit ihrem Ehemann in die Erdgeschosswohnung der jüdischen Schule in der Obergasse ziehen, wo sie die Übergriffe des Novemberpogroms erlebten. Malchen flüchtete am 31.01.1939 gemeinsam mit Isaak nach Kassel, Graben 45, am 18.04.1939 mussten sie in die Zentgrafenstraße 5 und am 15.08.1940 ins Lager Wartekuppe, in Kassel-Niederzwehren umziehen. Malchen wurde am 9. Dezember 1941 von Kassel aus in das Ghetto Riga deportiert, wo sich ihre Spur verliert. |
| Quergasse 4 (Standort)       | Emma Weinstein              | Hier wohnte Emma Weinstein geb. Speier Jg. 1883 unfreiwillig verzogen 1939 Kassel Flucht 1939 Argentinien         | 24. Mai 2017  | | Geb. am 09.06.1883, geb. Speier, aus Züschen. Emma war seit 31.10.1908 mit Isidor Weinstein verheiratet, sie war die Mutter der vier Kinder Ida *1910, Johanna *1988, Siegward 1014 und Max 1920. Nach dem Tod ihres Ehemannes ging es der Familie wirtschaftlich immer schlechter, sie rutschte offensichtlich immer mehr in ärmliche Verhältnisse ab. Der älteste Sohn Siegward versuchte durch seine Arbeit die Familie zu ernähren. Nach den Ereignissen des Novemberpogroms 1938 flüchtete Emma aus der immer unerträglicher werdenden Atmosphäre der Kleinstadt nach Kassel. Ihr Haus musste Emma Weinstein zuvor weit unter dem eigentlichen Wert für 3500 RM an den Malermeister Ludwig Haupt verkaufen. Emma Weinstein nutze die wohl letzte Möglichkeit noch lebend aus Deutschland zu kommen und folgte ihrem Sohn Siegward nach Argentinien, der bereits 1936 dorthin emigriert war. Emma Weinstein lebte nach ihrer Flucht in San Justo in der Provinz Buenos Aires, sie starb 85-jährig im Juni 1969. |
| Quergasse 4 (Standort)       | Ida Weinstein               | Hier wohnte Ida Weinstein Jg. 1910 deportiert 1942 Riga ermordet                                                  | 24. Mai 2017  | | Geb. am 17. November 1910 in Felsberg. Tochter von Isidor und Emma Weinstein, geb. Speier. Sie verzog 1933 kurzzeitig von Felsberg nach Hamburg in die Eimsbütteler Chaussee 37. Weshalb Ida Weinstein nach Hamburg kam, ist unbekannt. Sie wurde jedenfalls 1933 als Mitglied der Hamburger Jüdischen Gemeinde registriert. Eine etwa gleichaltrige Felsbergerin, Irene Weinstein, arbeitete als Hausangestellte in der Harvestehuder Parkallee 7. Vielleicht waren die beiden jungen Frauen befreundet und Idas Mutter erhoffte sich möglicherweise eine ähnliche Beschäftigungsmöglichkeit für ihre Tochter. Eine Berufstätigkeit ist aus ihrer Hamburger Kultussteuerkarte allerdings nicht ersichtlich. Dafür ist auf der Karte vermerkt: „ausgeschieden den 20. Mai 1933 durch: Verzug nach Felsberg“. Ida Weinstein kehrte also nach kurzer Zeit wieder an ihren Heimatort zurück. Am selben Tag verließ auch Irene Weinstein Hamburg und emigrierte nach Palästina. Ida Weinstein blieb jedoch nicht lange in Felsberg. Bereits sechs Monate später, im November 1933, soll sie nach Leipzig gezogen sein. Von dort wurde sie am 21. Januar 1942 nach Riga deportiert, wo sich ihre Spuren verlieren. Vor ihrem Hamburger Wohnsitz wurde bereits ein Stolperstein durch Gunter Demnig für sie verlegt |
| Quergasse 4 (Standort)       | Siegward Weinstein          | Hier wohnte Siegward Weinstein Jg. 1914 Flucht 1936 Argentinien                                                   | 24. Mai 2017  | | *02.11.1914 in Felsberg, Sohn von Isidor Weinstein *31.12.1881 #1928 und dessen Ehefrau Emma *1883 geb. Speier aus Züschen, geb. als drittes von vier Kindern. Bruder von Ida *1910, Johanna *1912 # 1928 und Max *1920 #1944. Siegward war seit 1932 als selbstständiger Gerber bzw. Fellhändler in Felsberg tätig. Mit seinem Einkommen unterhielt er auch seine Mutter und seine Geschwister. Das Geschäft lief zunächst recht gut an. Allerdings ging sein Einkommen in den Folgejahren durch den Judenboykott deutlich zurück, so dass er 1936 sein Geschäft aufgeben musste. Durch den Verlust seiner Existenz sah Siegward sich gezwungen auszuwandern. Am 02.02.1936 gelangte er von Le Havre nach Buenos Aires/Argentinien, wo er am 27.02.1936 ankam. Er versuchte seine Familie dafür zu gewinnen nachzukommen, was ihm bei seinen Geschwistern aber nicht gelang, nur bei seiner Mutter. Siegward Weinstein reiste erstmals wieder 1980 nach Felsberg. Er lebte bis zu seinem Tod in San Justo / Buenos Aires, seine Ehefrau Else, die aus Lippe-Detmold stammte, besuchte letztmalig 2004 mit ihrem Sohn Felsberg. |
| Quergasse 4 (Standort)       | Max Weinstein               | Hier wohnte Max Weinstein Jg. 1920 Flucht Holland interniert Westerbork deportiert Auschwitz ermordet 31.3.1944   | 24. Mai 2017  | | Geb. am 23.08.1920 in Felsberg, Sohn von Isidor Weinstein *31.12.1881 #1928 und dessen Ehefrau Emma *1883 geb. Speier aus Züschen. Bruder von Ida *1910, Johanna *1912 #1928, Siegward *1914. Er emigrierte bereits als Jugendlicher in die Niederlande. 1933 lebte er in Brackwede, später als Landarbeiter in Renkum, einem kleinen Ort bei Arnheim. Vor seiner Verhaftung durch die Gestapo wohnte er zuletzt in Heelsum. Max war überzeugter Zionist. Sein Ziel war es, nach Palästina zu gehen. Das war auch der Grund, warum er das Angebot seines Bruders Siegward, ihm nach Argentinien zu folgen, ablehnte. Er wurde am 9. April 1943 zunächst ins KZ Herzogenbusch eingewiesen, eines der fünf von den Deutschen in den Niederlanden errichteten Konzentrationslager. Von dort brachte man ihn am 3. Juli 1943 nach Westerbork und acht Wochen später nach Auschwitz. In Auschwitz wurde er als 23-jähriger am 31.3.1944 ermordet. |
| Untergasse 2 (Standort)      | Hannchen Adler              | Hier wohnte Hannchen Adler Jg. 1863 deportiert 1942 Theresienstadt 1942 Treblinka ermordet                        | 24. Mai 2017  | | Geb. am 19.02.1863 in Felsberg, Tochter von Salomon Lehmann Adler *um 1825 #1875 und Röschen Adler, geb. Katz *6.2.1829 #1904. Sie war die Schwester von Jette *1860, Lehmann *1861 #1875, Isak *1864 und Daniel *28.04.1866 #1924. Sie hatte eine uneheliche Tochter, Rosa *24.12.1904. Hannchen verzog am 25. April 1939 aus Felsberg nach Kassel. Am 5. Mai 1939 war sie gemeinsam mit ihrer Tochter Rosa und ihrem Enkelsohn Dieter in Kassel, Graben 45 gemeldet, von dort zogen die Drei gemeinsam am 31. Januar 1941 in die Tränkepforte 1. Die 78-jährige blieb allein in Kassel zurück, nachdem Rosa mit ihrem Sohn Dieter im Dezember 1941 nach Riga deportiert worden waren. Sie musste noch zweimal innerhalb Kassels ihren Wohnsitz wechseln: am 30. Januar 1942 in die Müllergasse 12 und am 29. Juni 1942 in die Große Rosenstraße. Von Kassel aus wurde Hannchen Adler über Chemnitz am 7. September 1942 in das Ghetto Theresienstadt gebracht. Weniger als einen Monat später, am 29. September 1942, wurde Hannchen in das Vernichtungslager Treblinka weitertransportiert, wo sie ermordet wurde. |
| Untergasse 2 (Standort)      | Rosa Adler                  | Hier wohnte Rosa Adler Jg. 1904 deportiert 1941 Riga 1944 Stutthof ermordet                                       | 24. Mai 2017  | | Rosa Adler Geb. am 24.12.1904 in Felsberg. Sie war die Tochter von Hannchen (*1863) und Daniel Adler (*1966). Am 05.03.1935 wurde ihr Sohn Dieter Adler geboren. Der Vater ihres Kindes war Adam Frankfurt, *28.11.1908, der kein Jude war. Frankfurt hatte die feste Absicht Rosa im Jahr 1934 zu heiraten, was ihm verwehrt wurde. Rosa flüchtete nach den Ereignissen des Felsberger Novemberpogroms im Jahr 1938 gemeinsam mit ihrem Sohn und ihrer Mutter nach Kassel. Sie kamen in einem sog. „Judenhaus“ im Graben 45 unter. Offiziell abgemeldet wurde sie in Felsberg am 05. Mai 1939. In Kassel musste sie noch einmal umziehen, am 31. Januar 1941 war ihr Wohnsitz in der Tränkepforte 1. Rosa Adler wurde mit ihrem Sohn Dieter zunächst von Kassel aus am 9. Dezember 1942 in das Ghetto Riga deportiert und von dort dann am 1. Oktober 1944 in das KZ Stutthoff verschleppt, wo bei de ermordet wurden. |
| Untergasse 2 (Standort)      | Dieter Adler                | Hier wohnte Dieter Adler Jg. 1935 deportiert 1941 Riga ermordet                                                   | 24. Mai 2017  | | Geb. am 05.03.1935 in Felsberg als Sohn von Rosa Adler *24.12.1904 und Adam Frankfurt *28.11.1908. Am 09.12.1942 nach Riga deportiert und dort für tot erklärt. Da Dieters Vater Adam Frankfurt kein Jude war, konnte er nie als offizieller Vater in Erscheinung treten. Er stand aber offensichtlich bis zum Jahr 1939, als er Felsberg aufgrund des Druckes durch den Ortsgruppenleiter Korte verlassen musste, mit seinem Sohn und dessen Mutter Rosa in Kontakt. Das damals vierjährige Kind flüchtete am 5. Mai 1939 mit seiner Mutter und Großmutter nach Kassel. Von dort aus wurden Dieter und seine Mutter Rosa am 9. Dezember 1941 nach Riga deportiert. In Riga verlieren sich die Spuren des Jungen. |
| Untergasse 5 (Standort)      | Ida Dannenberg              | Hier wohnte Ida Dannenberg geb. Cohn Jg. 1879 unfreiwillig verzogen 1938 Kassel Flucht 1940 Brasilien             |               | | Geb. am 24.09.1879 in Duderstadt, geb. Cohn, Tochter von Jacob Cohn und Rahel Cohn, geb. Blumenthal. Sie war seit dem 24.10.1904 (Standesamt Duderstadt) mit Sussmann Dannenberg (*25.05.1868) verheiratet und lebte seit dieser Zeit in Felsberg. Aus der Ehe von Ida und Sussmann Dannenberg gingen die Kinder Ludwig (*1905 #1912), Resi (*1906 #1941), Bruno (*1907), Elli (*1909) und Ilse Judith (*1910) hervor. Ida lebte bis 1938 mit ihrer geschiedenen Tochter Resi Deutsch und zwei Enkelkindern ihn ihrem Haus in der Untergasse. Ida Dannenberg erlebte während des Novemberpogroms das Eindringen von Nazihorden und die Zerstörung von Mobiliar in ihrem Haus. Nachdem alle Juden in ihr Haus gebracht worden waren, durften sie das Haus bis zum nächsten Morgen nicht verlassen. Ida wurde in ihrer Wohnung von einem SA-Mann niedergeworfen, geschlagen und misshandelt, als sie eines ihrer kleinen Enkelkinder auf dem Arm trug. Ida Dannenberg flüchtete mit ihrer Tochter und den beiden Enkelkindern nach dem Pogrom nach Kassel, wo sie eine Unterkunft in der Jägerstraße 7 fanden. Von Kassel aus begann sie, ihre Auswanderung vorzubereiten, was angesichts ihres Zustandes nicht einfach war. Sie erhielt mit Unterstützung einer jüdischen Hilfsorganisation eine Einreisegenehmigung nach Brasilien. Sie bemühte sich auch um die Ausreise ihrer Tochter und ihrer Enkelkinder, allerdings ohne Erfolg. |
| Untergasse 5 (Standort)      | Moritz Deutsch              | Hier wohnte Moritz Deutsch Jg. 1902 unfreiwillig verzogen 1935 Frankfurt Flucht 1938 England                      |               | Geb. am 26.01.1902 in Friedberg, verheiratet mit Resi Deutsch, geborene Dannenberg. Vater von Erwin *1931 und Ruth *1936. Er lebte bis Ende 1935 mit seiner Familie im Haus seiner Schwiegereltern. Die Ehe von Moritz und Resi Deutsch wurde am 27.11.1936 geschieden. Den Lebensunterhalt für sich und seine Familie verdiente Moritz Deutsch als Schuhmacher. Er zog über die Dörfer der Umgebung, um seine Waren anzubieten oder Schuhe zur Reparatur mitzunehmen. Moritz Deutsch verließ am 19.12.1935 Felsberg und zog nach Frankfurt/Main in den Baumweg 6. Bei der Geburt seiner Tochter Ruth (*28.03.1936) lebte er bereits nicht mehr in Felsberg, noch im selben Jahr wurde die Ehe mit Resi geschieden. Im Jahr 1938 emigrierte Moritz zunächst von Frankfurt aus nach England, dann nach Australien, 1951 lebte er in New York/USA. | |
| Untergasse 5 (Standort)      | Resi Deutsch                | Hier wohnte Resi Deutsch geb. Dannenberg Jg. 1906 unfreiwillig verzogen 1938 Kassel deportiert 1941 Riga ermordet |               | Geb. am 20.07.1906 in Felsberg als Tochter von Sussmann (*1868 #1932) und Ida Dannenberg (*1879). Sie war die Schwester von Ludwig (*1905 #1912), Bruno (*1907), Elli (*1909) und Ilse Judith (*1910). Resi war verheiratet Moritz Deutsch. Sie hatten zwei Kinder: Erwin *1931 und Ruth *1936. Ihre Ehe wurde am 27.11.1936 geschieden. Resi wohnte bis 1938 gemeinsam mit ihren beiden Kindern im Obergeschoss des Hauses ihrer Eltern. In der Nacht des 8. November 1938 wurde sie in ihrer Wohnung von zwei eindringenden Nazis misshandelt. Am nächsten Tag verließ sie mit ihren Kindern und ihrer Mutter Felsberg. Ab 15.12.1938 waren sie dann offiziell in Kassel in der Jägerstr. 7 angemeldet. Ihre Mutter versorgte nach ihrer Auswanderung 1940 nach Brasilien mit dem Geld auf einem Sparkonto ihre Tochter und die beiden Enkelkinder. Trotz großer Bemühungen erhielten Resi und ihre Kinder keine Einwanderungsgenehmigung nach Brasilien. So wurde sie am 8. Dezember 1941 dann mit ihren beiden Kindern Ruth und Erwin in einer 70 Stunden dauernden Fahrt zum Ghetto Riga/Lettland deportiert. Der Zug kam am Nachmittag des 12. Dezember dort im Güterbahnhof in Riga an, von wo sie bei Temperaturen von zweistelligen Minusgraden in das fünf Kilometer entfernte Lager getrieben wurden. Dort verlieren sich die Spuren der Familie Deutsch endgültig. | |
| Untergasse 5 (Standort)      | Bruno Dannenberg            | Hier wohnte Bruno Dannenberg Jg. 1907 Flucht 1936 Brasilien                                                       |               | Geb. am 30.12.1907 in Felsberg als Sohn von Sussmann (*1868 #1932) und Ida Dannenberg (*1879). Er war der Bruder von Ludwig (*1905 #1912), Resi (*1906 #1941), Elli (*1909) und Ilse Judith (*1910). Bruno Dannenberg machte nach der Schulzeit eine kaufmännische Ausbildung bei der Firma Wertheim in Kassel. Dort wurde ihm in einem Zeugnis bescheinigt, dass er „ausgezeichnete Kenntnisse erworben“ habe, dass er „ein liebenswürdiger junger Mann“ sei und dass „seine Führung und seine Charaktereigenschaften ohne Tadel“ seien. Um sich weiter zu qualifizieren wechselt er zur Firma Tietz in Aachen, anschließend zur Kaufhof AG. Dort wurde er 1933 Abteilungsleiter mit der Aussicht auf weitere Beförderung. Seine Stellung wurde ihm jedoch zum 31.01.1934 aus rassistischen Gründen gekündigt. Er sah sich gezwungen auszuwandern und verließ Deutschland am 14.01.1936 Richtung Sao Paulo/Brasilien, wo er nur schwer Fuß fassen konnte. Ab 1939 betrieb er ein kleines Bekleidungsgeschäft. | |
| Untergasse 5 (Standort)      | Elli Dannenberg             | Hier wohnte Elli Dannenberg Jg. 1909 Flucht 1937 Palästina                                                        |               | *01.01.1909 in Felsberg als Tochter von Sussmann (*1868 #1932) und Ida Dannenberg (*1879). Sie war die Schwester von Ludwig (*1905 #1912), Resi (*1906 #1941), Bruno (*1907) und Ilse Judith (*1910). Elli Dannenberg war vor 1933 als Textilwarenverkäuferin in einem Geschäft in Treysa tätig. Nachdem dieses Geschäft infolge der judenfeindlichen Politik der Nationalsozialisten arisiert worden war, zog Elli Dannenberg zurück in ihr Elternhaus nach Felsberg. Im September 1937 flüchtete sie aus Deutschland nach Sao Paulo/Brasilien. Sie half ihrem Bruder Bruno beim Aufbau seines kleinen Textilgeschäftes. Im Jahr 1945 heiratete sie in Sao Paulo Manfred Kahn. Durch die Umstände der Verfolgung war Elli Kahn stark gesundheitlich geschädigt und konnte lange Zeit keiner geregelten Arbeit nachgehen. | |
| Untergasse 5 (Standort)      | Ilse Judith Dannenberg      | Hier wohnte Ilse Judith Dannenberg Jg. 1910 Flucht 1937 Brasilien                                                 |               | Geb. am 31.08.1910 in Felsberg als Tochter von Sussmann (*1868 #1932) und Ida Dannenberg (*1879). Sie war die Schwester von Ludwig (*1905 #1912), Resi (*1906), Bruno (*1907) und Elli (*1909). Nachdem Ilse Judith Dannenberg von 1916 bis 1924 die Volksschule in Felsberg besucht hatte, begann sie 1926 eine kaufmännische Lehre bei der Firma Moses Blumenfeld in Neustadt bei Marburg, die sie 1929 erfolgreich abschloss. Sie wurde dort zunächst als Angestellte weiterbeschäftigt. Die jüdische Firma wurde aber nach der Machtergreifung der Nationalsozialisten liquidiert und Ilse Judith musste entlassen werden. Als kaufmännische Angestellte bekam sie nun keine Anstellung mehr und sah sich zur Umschulung gezwungen. Bis Mitte 1934 arbeitete sie zunächst als Köchin. Anschließend ging sie nach Frankfurt am Main, wo sie bis 1936 bei einer jüdischen Familie als Kindererzieherin und Köchin beschäftigt wurde. Danach war sie ohne Arbeit, zog wieder zurück nach Felsberg. Sie emigrierte schließlich am 16.07.1937 nach Nahariya in Palästina. In Palästina arbeitete sie zunächst in der Landwirtschaft, später ging sie mit ihrem Ehemann in einen Kibuz. | |
| Untergasse 5 (Standort)      | Erwin Deutsch               | Hier wohnte Erwin Deutsch Jg. 1931 unfreiwillig verzogen 1938 Kassel deportiert 1941 Riga ermordet                |               | Geb. am 26.07.1931 in Felsberg, Sohn von Resi (*1896) und Moritz Deutsch (*1902), Bruder von Ruth (*1936). Er wohnte mit seinen Eltern in der ersten Etage des Hauses seiner Großeltern. Erwin musste die Ereignisse des Novemberpogroms 1938 bereits als siebenjähriges Kind miterleben. Ende 1938 verließ er mit seiner Mutter, seiner Großmutter und seiner Schwester Felsberg in Richtung Kassel, wo sie in der Jägerstraße 7 gemeldet waren. Erwin kam am 25.04.1939 in das 1856 gegründete Israelitische Waisenhaus in der Gießbergstraße. Am 24.10.1939 war Erwin in der Großen Rosenstraße 22 gemeldet. Dort war ein sogenanntes Judenhaus – markiert mit einem Schild „Hier wohnen Juden“. Warum Erwin nicht bei seiner Mutter in der Jägerstraße wohnte, konnte nicht geklärt werden. Am 08.12.1941 wurde er gemeinsam mit seiner Mutter und seiner Schwester von der Gestapo in ein Sammellager in der Kasseler Innenstadt gebracht und am folgenden Tag gemeinsam mit 1000 anderen Juden mit der Bahn in das Ghetto nach Riga deportiert, wo der Transport am 12.12.1941 ankam. Dort verlieren sich seine Spuren. | |
| Untergasse 5 (Standort)      | Ruth Deutsch                | Hier wohnte Ruth Deutsch Jg. 1936 unfreiwillig verzogen 1938 Kassel deportiert 1941 Riga ermordet                 |               | *28.03.1936 in Felsberg, Tochter von Resi (*1996) und Moritz Deutsch (*1902), Schwester von Erwin (*1931). Sie wohnte mit ihren Eltern im Haus ihrer Großmutter in Felsberg. Da Ruth erst geboren wurde, nachdem ihr Vater bereits Felsberg verlassen hatte, bleibt unklar, ob sie ihren Vater jemals gesehen hat. Nach den Ereignissen des Novemberpogroms von 1938 flohen ihre Mutter und ihre Großmutter gemeinsam mit den beiden Kindern nach Kassel, wo sie in der Jägerstraße 7 lebten. Vom 02.07.1940 bis zum 07.07.1941 war Ruth in Breslau, kehrte kurzzeitig zu ihrer Mutter nach Kassel zurück und wohnte dann ab 01.08.1941 in Korbach. Der Grund, warum das kleine Mädchen nicht durchgehend bei ihrer Mutter in Kassel blieb, ist heute nicht mehr zu rekonstruieren. Am 09.12.1941 wurde sie gemeinsam mit ihrer Mutter und ihrem Bruder und 1000 anderen Juden mit der Bahn in das Ghetto nach Riga deportiert, wo der Transport am 12.12.1941 ankam. Dort verlieren sich die Spuren der fünfjährigen Ruth. | |
| Untergasse 7 (Standort)      | Else Paula Hammerschlag     | Hier wohnte Else Paula Hammerschlag Jg. 1900 Flucht 1936 Argentinien                                              | 11.10.2023    | | Geb. am 12.10.1900 in Felsberg als Tochter von Abraham Hammerschlag *1851 #1924 und dessen Ehefrau Rickchen *1866 geb. Weinstein #1932. Sie war die Schwester von Betty 1898 #1898, Gerda 1899 #1976, Fritz 1903 #1977, Nathan *1904 #1975, Arno *1905 #1977, Louis (Lutz) *1908 #1987, Max *1909 #1991. Sie hatte vier Halbschwestern und drei Halbbrüder. Else Paula heiratete am 01.02.1927 ihren Neffen, den Viehhändler Nathan Hammerschlag *31.01.1894 in Gensungen #23.11.1966. Else Paula und Nathan wohnten gemeinsam mit ihrer Tochter Gidel Ruth *08.07.1928 im Haus der Familie in Felsberg in der Untergasse 9/10. Sie flüchtete am 12.08.1936 mit ihrem Ehemann und ihrer Tochter nach Buenos Aires/Argentinien. |
| Untergasse 7 (Standort)      | Nathan Hammerschlag         | Hier wohnte Nathan Hammerschlag Jg. 1894 Flucht 1936 Argentinien                                                  | 11.10.2023    | | Geb. am 31.01.1894 in Gensungen #23.11.1966. Er heiratete am 01.02.1927 Else Paula Hammerschlag. Sie wohnten gemeinsam mit ihrer Tochter Gidel Ruth *08.07.1928 im Haus der Familie in Felsberg in der Untergasse 9/10. Nathan war Viehhändler und führte gemeinsam mit seinem älteren Bruder Max nach dem Tod ihres Vaters im Jahr 1914 das Unternehmen. Er flüchtete am 12.08.1936 mit seiner Ehefrau und seiner Tochter nach Buenos Aires/Argentinien. Nathan litt sehr darunter, dass er seine Heimat verlassen mussten. Else Paula schreibt in einem Brief: „Habe meinen Mann Tag für Tag beruhigen müssen, weil er immer nach unserer Heimat gejammert hat u. mir ging u. geht es noch heute so, nach fasst 50 Jahren, Deutschland, Felsberg ist meine Heimat“.er starb am 23.11.1966 in Buenos Aires. |
| Untergasse 7 (Standort)      | Gidel Ruth Hammerschlag     | Hier wohnte Gidel Ruth Hammerschlag Jg. 1928 Flucht 1936 Argentinien                                              | 11.10.2023    | | Geb. am 08.07.1928 in Felsberg. Sie war die Tochter von Else Paula *12.10.1900 in Felsberg und Nathan Hammerschlag *31.01.1894 in Gensungen #23.11.1966. Sie lebte mit ihren Eltern im Haus der Familie in Felsberg in der Untergasse 9/10, wo ihr Vater als Viehhändler tätig war. Sie flüchtete am 12.08.1936 mit ihren Eltern nach Buenos Aires/Argentinien. |
| Untergasse 7 (Standort)      | Fritz Hammerschlag          | Hier wohnte Fritz Hammerschlag Jg. 1903 Flucht 1936 Argentinien                                                   | 11.10.2023    | | Geb. am 11.01.1903 in Felsberg, Sohn von Abraham Hammerschlag *1851 #1924 und dessen Ehefrau Rickchen, geb. Weinstein *1866 #932. Nathan war der Bruder von Betty 1898 #1898, Gerda 1899 #1976, Else Paula *1900 #1969, Nathan *1904 #1975, Arno *1905 #1977, Louis (Lutz) *1908 #1987, Max 1909 #1991. Außerdem hatte er vier Halbschwestern, drei Halbbrüder. Nach dem Ende seiner Schulzeit in Fritzlar absolvierte Fritz bis 1919 eine Lehre in Marburg und trat dann er in das elterliche Viehhandelsgeschäft ein, das er nach dem Tod seines Vaters im Jahr 1924 als Inhaber gemeinsam mit seinem Bruder Nathan weiterführte, bis der Niedergang des Geschäfts drohte. Außerdem war Fritz Hammerschlag während der Nazizeit in Felsberg Misshandlungen ausgesetzt war. Er entschloss sich, Deutschland zu verlassen. Fritz verließ Deutschland am 12.08.1936 in Richtung Buenos Aires/Argentinien. Fritz litt sehr unter den Erlebnissen der Flucht, Auswanderung und des erzwungenen Neuanfanges in Argentinien. Er heiratete am 08.10.1958 Nilda Carolina Ceijas. Den Sohn seiner Frau, Jorge, geb. am 08.02.1951 adoptierte er. Fritz Hammerschlag starb im Jahr 1977 in Buenos Aires. |
| Untergasse 7 (Standort)      | Nathan Hammerschlag         | Hier wohnte Nathan Hammerschlag Jg. 1904 Flucht 1936 Argentinien                                                  | 11.10.2023    | | *21.08.1904 in Felsberg als Sohn von Abraham Hammerschlag *1851 #1924 und dessen Ehefrau Rickchen, geb. Weinstein *1866 #1932. Er war der Bruder von Betty *1898 #1898, Gerda *1899 #1976, Else Paula *1900 #1969, Fritz 1903 #1977, Arno *1905 #1977, Louis (Lutz) *1908 #1987, Max *1909 #1991. Nathan hatte außerdem noch vier Halbschwestern und drei Halbbrüder. Nathan heiratete am 12.11.1935 Irene (Ilse) Mansbach *13.12.1904 in Felsberg. Nach dem Besuch der jüdischen Volksschule in Felsberg erlernte Nathan den Bäckerberuf. 1922 trat er in das Viehhandelsgeschäft seines Vaters Abraham ein. Als dieser 1924 starb, wurde das Geschäft von ihm und seinem Bruder Fritz weitergeführt. Im Jahr 1935 mussten sie aufgrund antijüdischer Gesetze ihr Geschäft aufgeben. Über Frankfurt/Main und Paris gelang ihnen die Flucht nach Buenos Aires. Von Argentinien aus siedelte er 1947 mit seiner Familie nach New York über. Nathan und Irene hatten zwei Kinder, Viktoria, verh. Rosenberg und Alfredo. Nathan verstarb im August 1975. |
| Untergasse 7 (Standort)      | Ilse Hammerschlag           | Hier wohnte Ilse Hammerschlag geb. Mansbach Jg. 1904 Flucht 1936 Argentinien                                      | 11.10.2023    | | Geb. am 13.12.1904 in Felsberg, Tochter des Metzgers Baruch Mansbach aus Felsberg. Sie heiratete am 12.11.1935. *21.08.1904 in Felsberg als Sohn von Abraham Hammerschlag *1851 #1924 und dessen Ehefrau Rickchen, geb. Weinstein *1866 #1932. Nachdem ihr Mann aufgrund antijüdischer Gesetze 1935 sein Viehhandelsgeschäft in Felsberg aufgeben musste, gelang ihnen über Frankfurt/Main und Paris die Flucht nach Buenos Aires. Von Argentinien aus siedelten sie 1947 nach New York über. Nathan und Irene hatten zwei Kinder, Viktoria, verh. Rosenberg und Alfredo. |
| Untergasse 7 (Standort)      | Arno Hammerschlag           | Hier wohnte Arno Hammerschlag Jg. 1905 Flucht 1936 USA                                                            | 11.10.2023    | | *02.09.1905 in Felsberg als Sohn von Abraham Hammerschlag *1851 #1924 und dessen Ehefrau Rickchen *1866 geb. Weinstein #1932. Arno war der Bruder von Bruder von Betty 1898 #1898, Gerda 1899 #1976, Else Paula *1900 #1969, Fritz 1903 #1977, Nathan *1904 #1975, Louis (Lutz) *1908 #1987, Max *1909 #1991. Außerdem hatte er vier Halbschwestern und drei Halbbrüder. Arno Hammerschlag arbeitete bei der Firma Victor Löwenstein in Gensungen. Als die Inhaber gezwungen waren, ihr Geschäft im Jahr 1935 aufzugeben, wurde Arno arbeitslos. Im Jahr 1934 wurde er von einem SA-Mann misshandelt. Er sah keine Perspektive mehr für sich in Deutschland, so entschloss er sich zur Flucht. Am 12.05.1936 verließ er Felsberg und am 20.05.1936 startete er von Cherbourg aus mit dem Schiff nach New York/USA. Er heiratete dort am 02.10.1937 Hilde Weinstein *1914 aus Felsberg, Tochter von Max und Betty Weinstein. Sie hatten gemeinsam zwei Kinder: Carl Allen *18.04.1939 in Elmhurst, New York und Judith Judy Ruth *20.01.1943 in New York. Arno litt durch die Zeit der Verfolgung unter Depressionen. Er starb am 11.04.1977 in Phoenix, Arizona, USA. |
| Untergasse 7 (Standort)      | Ludwig Hammerschlag         | Hier wohnte Ludwig Hammerschlag Jg. 1908 Unfreiwillig verzogen 1933 Dresden Flucht Brasilien 1934 Argentinien     | 11.10.2023    | | *08.07.1908 in Felsberg, Sohn von Abraham Hammerschlag *1851 #1924 un seiner Ehefrau Rickchen *1866 geb. Weinstein #1932. Er wohnte in Felsberg in der Untergasse 9/10, heute Nr. 7. Louis war der Bruder von Betty 1898 #1898, Gerda 1899 #1976, Else Paula *1900 #1969, Fritz 1903 #1977, Nathan *1904 #1975, Arno *1905 #1977, Max 1909. Er hatte außerdem vier Halbschwestern und drei Halbbrüder. Lutz (auch Louis oder Ludwig) verließ am 21.10.1933 Felsberg und zog mit dem weltberühmten Dresdener Circus Sarrasani, der zu einem hohen Anteil aus jüdischen Künstlern bestand, nach Prag. Von dort aus gelangte er mit dem Zirkus 1933 nach Rio de Janeiro und Sao Paulo und im Jahr 1934 nach Buenos Aires. Später holte er Verwandte und Freunde nach und rettete sie so vor der Verfolgung durch die Nationalsozialisten. Im Jahr 1985 schrieb er: „Bezüglich meinen Empfindungen und deren Erlebnisse kann ich nur sagen, dass ich niemals aus Felsberg ausgewandert wäre, wenn man mich nicht verfolgt hätte, denn ich war verbrüdert mit allen Freunden und Bekannten, denn schließlich war das ja meine Heimat. Den Schmerz kann ich heute noch nicht verwinden, dass ich von meiner Heimat flüchten musste.“ Lutz Hammerschlag war verheiratet und hatte zwei Söhne, Alberto und Maximo. Von 1970 bis 1987 besuchte er mehrfach Felsberg. Er starb in Argentinien im August 1987. |
| Untergasse 7 (Standort)      | Max Hammerschlag            | Hier wohnte Max Hammerschlag Jg. 1909 Flucht 1933 Tschechoslowakei 1935 Palästina                                 | 11.10.2023    | | Geb. am 23.11.1909 in Felsberg, Sohn von Abraham Hammerschlag *1851 #1924 und seiner Ehefrau Rickchen *1866 geb. Weinstein #1932. Er wohnte in Felsberg in der Untergasse 9/10, heute Nr. 7. Max war der Bruder von Betty 1898 #1898, Gerda 1899 #1976, Else Paula *1900 #1969, Fritz 1903 #1977, Nathan *1904 #1975, Arno *1905 #1977 und Louis*1908 #1987. Er hatte außerdem noch vier Halbschwestern und drei Halbbrüder. Nach dem Schulbesuch absolvierte Max Hammerschlag von 1924 bis 1927 eine Lehre im Kaufhaus Hugo Alexander in Weimar, Kreis Kassel. Er wechselte dann in ein völlig anderes Arbeitsfeld: Er wurde Metzger und arbeitet bei Baruch Mansbach in Felsberg. Max entschloss sich kurz nachdem die Nationalsozialisten die Macht übernommen hatten, zur Flucht. Als in Felsberg die Nationalsozialisten aktiv wurden und die Juden verfolgten, floh er Ende August 1933 in die Tschechoslowakei um sich dort in einem Hachschara-Kurs auf Auswanderung nach Palästina vorzubereiten. 1935 emigrierte er nach Palästina. Im Jahr 1940 kam er zur jüdischen Brigade, wo er bis 1946 diente, anschließend wurde er Mitglied der englischen Armee. 1947 wanderte er in die USA aus. Er heiratete Margot Marx am 24.06.1951 in Hartford, Connecticut. Die Trauung wurde vom ehemaligen Felsberger jüdischen Religionslehrer Rabbi Hans Bodenheimer durchgeführt. Max starb im September 1991. Er hatte zwei Töchter: Carmen *1942 und Elaine *1953. |
| Untergasse 19 (Standort)     | Max Weinstein               | Hier wohnte Max Weinstein Jg. 1884 Flucht 1935 Palästina                                                          | 11.10.2023    | | Geb. am 24.09.1884 in Felsberg #04.11. 1961 in Givatayim/Israel, Sohn von Samuel Weinstein *1849 und seiner Ehefrau Jeanette *1852 geb. Cohn aus Duderstadt; Max Weinstein war der Bruder von Jakob *26.6.1878, Emma *1879 #1941, Bertha *1880, Isidor *30.12. 1881 #1928, Robert *1883 #1938, Ida *1886 und Johanna *1989 #1941. Max Weinstein war verheiratet mit Betty *1.7.1886 aus Guxhagen geb. Speyer #02.1974 in Givatayim Israel. Max und Emma hatten vier gemeinsame Kinder: Siegfried *1911 #1975, Ilse *1912 #2003, Hilde *1914 #2004 und Rosi *1919 #1986. Die Familie wohnte im eigenen Haus in Felsberg in der Untergasse 16 (heute 19). Max Weinstein war in Felsberg als Viehhändler tätig. Bereits im Jahr 1934 wurde ihm als Jude der Gewerbeschein entzogen. Sein Einkommen ging immer mehr zurück, so dass ihm nichts anderes übrigblieb als die Auswanderung aus Deutschland vorzubereiten. Aus einer Liste von 1938 ist zu entnehmen, dass er das Haus zum Preis von 6.000 RM verkauft hat. Max Weinstein flüchtete mit seiner Ehefrau und seiner Tochter Rosi am 06.12.1935 aus Felsberg nach Jaffa in Palästina. Gemeinsam kamen sie am 16.12.1935 dort an. Beruflich gelang es Max Weinstein in Palästina nicht mehr Fuß zu fassen. Max Weinstein verstarb im Jahr 1961 in Givatayim/Israel. |
| Untergasse 19 (Standort)     | Betty Weinstein             | Hier wohnte Betty Weinstein geb. Speyer Jg. 1886 Flucht 1935 Palästina                                            | 11.10.2023    | | Geb. am 01.07.1886 in Guxhagen als Tochter Baruch Speier und seiner Ehefrau Lenchen, geb. Katz *1861. Verheiratet war sie mit Max Weinstein *1884 aus Felsberg. Sie hatten vier gemeinsame Kinder: Siegfried *1911 #1975, Ilse *1912 #2003, Hilde *1914 #2004 und Rosi *1919 #1986. Betty Weinstein flüchtete gemeinsam mit ihrem Ehemann und ihrer Tochter Rosi im Jahr 1935 nach Palästina. Am 21.02.1974 verstarb sie in Givatayim/Israel. |
| Untergasse 19 (Standort)     | Siegfried Weinstein         | Hier wohnte Siegfried Weinstein Jg. 1911 Flucht 1937 Argentinien                                                  | 11.10.2023    | | *16.05.1911 in Felsberg als Sohn von Max *1884 und Betty Weinstein, geb. Speyer *1886 aus Guxhagen. Bruder von Ilse *1912 #2003, Hilde *1914 #2004 und Rosi *1919 #1986. Siegfried Weinstein war verheiratet mit Ilse, geb. Mindus *27.10.1913 in Papenburg #17.09.2014 in Buenos Aires. In einer Liste von 1935 wird bei ihm als Berufsbezeichnung „Viehhändler“ angeführt. Von September 1932 bis März 1937 war Siegfried als Vertreter für die Firma Alfa-Laval-Separator G.mb.H., Berlin tätig. Seit 1936 geriet er verstärkt ins Visier seiner „arischen“ Kollegen, die ihn bedrohten und gegen ihn quertrieben. Er floh aus Felsberg zunächst nach Frankfurt Schillerstraße 7. Am 02.03.1937 emigrierte er gemeinsam mit seiner Frau Ilse, geb. Mindus nach Argentinien. Siegfried Weinstein starb am 11.05.1975 in Buenos Aires. Das Ehepaar hatte eine Adoptivtochter: Ines Jakob de Bauer *24.03.1948. |
| Untergasse 19 (Standort)     | Ilse Weinstein, geb. Mindus | Hier wohnte Ilse Weinstein geb. Mindus Jg. 1913 Flucht 1937 Argentinien                                           | 11.10.2023    | | *27.10.1913 in Papenburg #17.09.2014 in Buenos Aires, Tochter von Simon Mindus *26.06.1878 in Papenburg #26.04.1946 in Buenos Aires und Paula Mindus, geb. Spier *22.12.1880 in Felsberg. Schwester von Minna (verh. van Dam) *1910 und Isaac Ignatz *1920.[1] Verheiratet mit Siegfried Weinstein *16.05.1911 in Felsberg. Ilse wuchs in Papenburg nahe der holländischen Grenze auf. In den 1930er Jahren zog sie nach Felsberg, wo sie bei ihrem Onkel Isaak Spier, einem Bruder ihrer Mutter, im Büro eines Tabak- und Spirituosengroßhandels arbeitete. Isaak Spier und seine Frau Gida, geb. Kleeblatt überlebten beide den Holocaust nicht. Ilse lernte in Felsberg ihren zukünftigen Ehemann Siegfried Weinstein kennen. Sie heirateten in Frankfurt und emigrierten anschließend am 02.03.1937 über Genua auf einem Schiff mit dem Namen „Augusta“ nach Argentinien. |
| Untergasse 19 (Standort)     | Ilse Weinstein              | Hier wohnte Ilse Weinstein Jg. 1912 Flucht 1933 Palästina                                                         | 11.10.2023    | | *04.07.1912 in Papenburg, #27.05.2003 in Tel Aviv-Jaffa/Israel. Ilse war die Tochter von Max *1884 und Betty Weinstein, geb. Speyer *1886 aus Guxhagen. Sie hatte drei Geschwister: Siegfried *1911 #1975, Hilde *1914 #2004 und Rosi *1919 #1986. Ilse Weinstein flüchtete bereits 1933 nach Palästina. Sie heiratete dort Edward Itzhaq Davidson, *14.12.1905 #04.06.1988. Ihr gemeinsamer Sohn Yehuda Davidson wurde am 19.04.1937 geboren, ihre Tochter Batya Hadassah Davidson (verh. Friedländer) am 06.08.1939 #31.07.1977. |
| Untergasse 19 (Standort)     | Hilde Weinstein             | Hier wohnte Hilde Weinstein Jg. 1914 Unfreiwillig verzogen Kassel 1935 Flucht 1936 USA                            | 11.10.2023    | | Geb. am 19.01.1914 in Papenburg, #01.07.2004 Laguna Hills / Californien / USA. Sie war die Tochter von Max *1884 und Betty Weinstein, geb. Speyer *1886 aus Guxhagen. Hilde war die Schwester von Siegfried *1911 #1975, Ilse *1912 #2003, Hilde *1914 #2004 und Rosi *1919 #1986. Nach Beendigung der Schulzeit begann Hilde eine kaufmännische Lehre beim Kaufhaus Bach in Hehlen an der Weser. Nach Abschluss der Lehre war sie dort als Einkäuferin tätig. Im Jahr 1936 verlor sie ihre Stellung aufgrund antijüdischer Gesetze. Hilde zog am 02.09.1935 nach Kassel, wo sie in der Marienstr. 4 und ab 15.03.1936 in der Wilhelmshöher Allee 285 gemeldet war. Am 21.09.1936 zog Hilde zu ihrem Onkel Baruch Speyer nach Guxhagen. Hilde gelang von dort aus im Dezember 1936 noch rechtzeitig die Flucht in die USA, wo sie in New York lebte. Am 02.10.1937 heiratete sie Arno Hammerschlag *02.09.1905, der ebenfalls aus Felsberg stammte und am 12.08.1936 in die USA geflüchtet war. Ihr Sohn Carl Allen wurde am 18.04.1939 in Emhurst/New York geboren, ihre Tochter Judy Ruth am 20.01.1943 in New York. |
| Untergasse 19 (Standort)     | Rosi Weinstein              | Hier wohnte Rosi Weinstein Jg. 1919 Flucht 1935 Palästina                                                         | 11.10.2023    | | Geb. am 23.12.1919 in Papenburg als Tochter von Max Weinstein *1884 und Betty Weinstein, geb. Speyer *1886 aus Guxhagen. Rosi war die Schwester von Siegfried *1911 #1975, Ilse *1912 #2003, Hilde *1914 #2004. Ihr gelang es im Jahr 1935 gemeinsam mit ihren Eltern nach Palästina zu flüchten. Rosi heiratete 1939 in Palästina Herbert Wertheim. Sie hatten drei Kinder: Rina (verh. Moretzki) *25.05.1940, Ytzhaq *19.10.1941 und Lea *18.07.1946 #30.4.1982, alle in Palästina geboren. |